# Italiensk lövgroda
Italiensk lövgroda (Hyla intermedia) är en art i familjen lövgrodor (Hylidae).

## Utseende
Den italienska trädgrodan påminner mycket om den vanliga lövgrodan med en ljus- till mörkgrön ovansida, en mörk sidolinje och vitaktig till ljusgrå mage. Som denna har den mörka fält kring baklåren och runda sugskivor på tårna. Den mörka sidostrimman börjar dock vanligtvis först bakom ögat, och trumhinnorna är större än hos lövgrodan.

## Utbredning
Grodan finns i större delen av Italien inklusive Sicilien, i södra Schweiz och västligaste Slovenien.

## Vanor
Den italienska trädgrodan finns vanligen i låglänta skogar (även om den kan gå upp så högt som 1 850 m) och våtmarker som sävdungar och risfält. Den är aktiv året runt, speciellt under symning och natt. Grodan lever på mindre, ryggradslösa djur.

### Fortplantning
Den italienska trädgrodan förökar sig i stillastående vatten som sjöar, vattentankar och dammar. Under parningen sker amplexus, hanens omfamning av honan, kring skuldrorna. Äggen läggs i små klumpar på vattenväxter och kläcks redan efter några dagar och förvandlas under försommaren.

## Status
Den italienska lövgrodan är klassificerad som livskraftig, och populationen är stabil. Urbanisering och vattenförorening kan dock utgöra smärre, potentiella hot.